# Kręciszówka
Kręciszówka – wieś w Polsce położona w województwie lubelskim, w powiecie opolskim, w gminie Opole Lubelskie.
W latach 1975–1998 miejscowość administracyjnie należała do ówczesnego województwa lubelskiego.

## Historia
Kręciszówka występuje w opisie dóbr Kluczkowice jako folwark obok wsi Kluczkowice, Kluczkowice Małe i Cwientałki. Rozległość dóbr wynosiła wówczas 4751 mórg (to jest 2660 ha). Folwark Kręciszówka posiadał 733 (410 ha) mórg gruntów.